# Революция в Русия (1905)
Революцията в Русия от 1905 година или Първата революция в Русия (използва се в историографията за разграничение от последвалата я Руска революция) са действията по масово надигане на народа срещу държавната власт в Руската империя в периода от януари 1905 г. до юни 1907 г., които се изразяват в цяла поредица бунтовни действия в рамките на две години.

## Развитие
Първоначален тласък за начало на масовите протести с политически лозунги прераснали в бунтове е т.нар. „кървава неделя“ – стрелба от страна на войниците от императорската армия срещу участниците в една мирна демонстрация на работници, оглавявана от агента на царската тайна полиция Георгий Гапон на 9 (22) януари 1905 г. Съществуват различни трактовки за случилото се, отприщило поредицата революционни действия в страната. Версията на органите за сигурност по онова време е, че стрелбата е провокация от страна на силите излъчили тогавашния финансов министър на Русия. В резултат от инцидента в страната избухва масово стачно движение, а в армията и флота – бунтове, целящи сваляне на монархията и установяване на „демократично народно управление“.
В резултат от събитията през 1905 г. излиза т.нар. Октроирана (т.е. прогласена от действащия държавен глава) конституция, прогласена с царски Манифест от 17 октомври 1905 година, и предоставяща граждански свободи като: свобода на съвестта, свобода на словото, свобода на събранията и сдруженията. С този акт се учредява руски парламент, състоящ се от Държавен съвет и Държавна Дума (тя е учредена няколко месеца преди това). Без одобрението на парламента не може да встъпи в сила нито един закон. В същото време императорът си запазва правото за разпуска Думата и да упражнява вето върху нейните решения. Впоследствие Николай II не еднократно използва тези права.
В резултат на манифеста императорът изменя съществуващите Основни държавни закони (на руски: Основные государственные законы Российской империи), и те фактически се превръщат в първата руска конституция.
На 3 (16) юни 1907 г. в тази първа руска конституция са изменени правилата за избор на депутати в Държавната дума.
Според марксистката и съветската историография, революционната вълна е предизвикана от създалата се революционна ситуация вследствие от избухналата и загубена от царската власт руско-японска война.

## Последици
Властите в Русия по онова време успяват да овладеят ситуацията, но революцията води до поражение на Русия във войната ѝ с Япония, непозволявайки ѝ да използва предимствата си, за да обърне хода ѝ, както е правела във войните си с Франция през 1812 година и други, които са били водени на територии с по-добри природни условия от Руския Далечен изток. По време на Първата световна война обаче, проточил се няколко години световен военен конфликт, в който централна роля има Русия, властта не успява да удържи новата революционна ситуация в страната и през 1917 г. в Русия избухват последователно две революции – Февруарска и Октомврийска революция, разглеждани общо като Руска революция (1917). Според противоположни трактовки на революционните събития в Русия от началото на 20 век, те са предизвикани в резултат от провокация по предварително изготвен план целящ дестабилизация на Русия и промяна във формата на държавно устройство, а оттук и в начина на осъществяване на държавното управление и политиката на страната.[източник? (Поискан днес)]